# PUB (Stockholm)
PUB war ein großes Warenhaus in Stockholm, es lag im Zentrum der Stadt am Hötorget  (Heumarkt) und an der Drottninggatan. Der Name PUB bildet sich aus den Initialen des Gründers Paul Urban Bergström. Das Gebäude beherbergt heute ein Hotel.

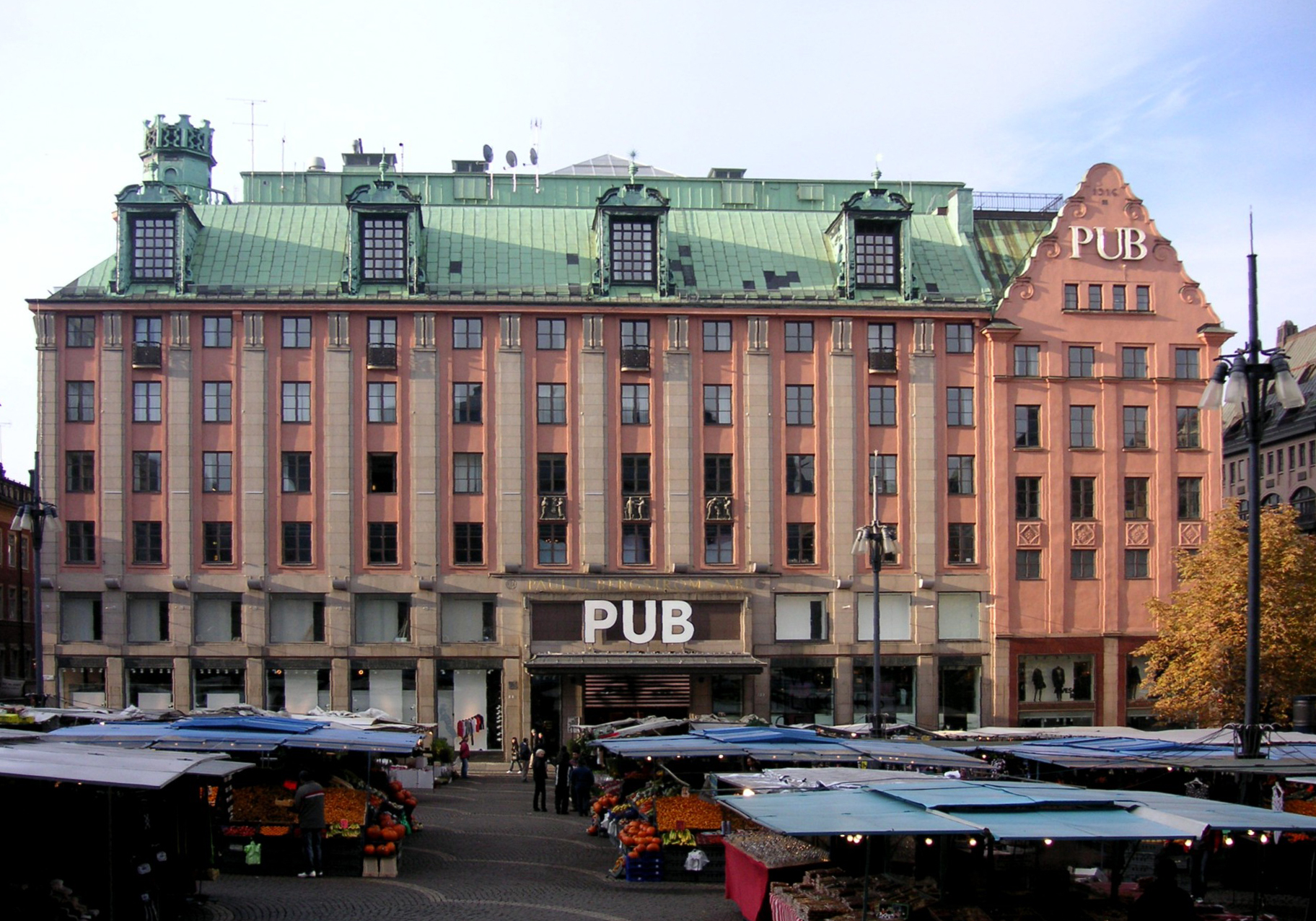
PUBs Fassade zum Hötorget hin

## Geschichte

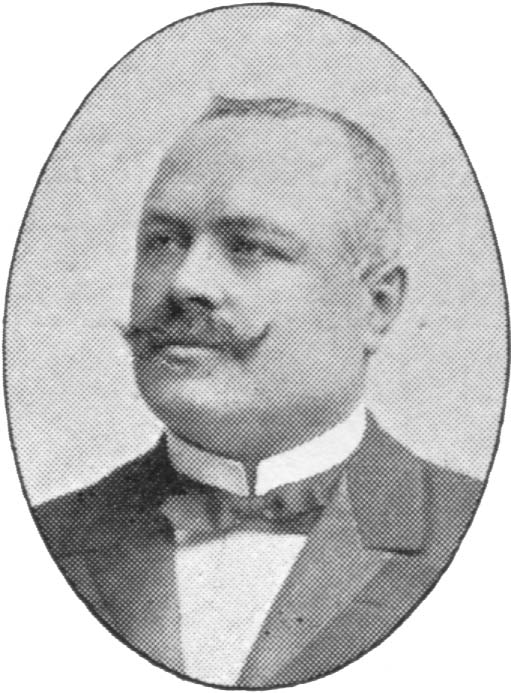
Paul Bergström

Paul Urban Bergström (1860–1934) war anfangs Kleinunternehmer in Stockholm und einer der ersten, der fertiggenähte Konfektionsware verkaufte. Schon 1882 öffnete er seinen ersten Laden, ungefähr dort, wo heute das Warenhaus steht. Er war auch einer der ersten, der das weitverbreitete Feilschen beim Einkaufen abschaffte und nicht „anschreiben“ ließ. Bei Bergström gab es nur feste Preise und es musste bar bezahlt werden. Das wurde von den Kunden geschätzt, die Geschäfte florierten und bald hatte Bergström ein Perlband von Läden rund um den Hötorget.
Wladimir Lenin hat auf seiner Durchreise nach Russland hier am 13. April 1917 Anzug und Schuhe gekauft, die er bei seinen ersten Auftritten in Petrograd und auch später in der Öffentlichkeit trug und die damit auf zahlreichen Leninstatuen verewigt wurden.
Die prominenteste Verkäuferin war zweifellos die junge Frau namens Greta Lovisa Gustafsson, die am 26. Juli 1920 eingestellt und später als Greta Garbo weltberühmt wurde.
Als Bergström 1934 starb, kaufte der Kooperativa Förbundet (die schwedische Konsumvereinigung) sein Unternehmen, erweiterte es und betrieb das Warenhaus bis 1994, danach wurde es erneut umgebaut und die Verkaufsflächen an eigenständige Unternehmen vermietet.
2015 schloss es endgültig, im Jahre 2016 eröffnete in dem Gebäude ein Hotel der Scandic-Hotels-Kette.

## Die Bauten
Im Jahre 1916 ließ Bergström das erste Warenhaus nach dem Entwurf des Architekten Gustaf Hermansson am Hötorget bauen. Da Bergström inzwischen fast sämtliche Grundstücke in der Umgebung besaß, folgten in schnellem Takt mehrere Erweiterungen und Neubauten. In den Jahren 1923, 1930 und 1933–1940 kamen die Teile zur Drottninggatan hin dazu und schließlich 1955–1959, schon lange nach Bergströms Tod, der letzte Bau in funktionalistischem Stil der Architektenfirma Erik & Tore Ahlsén.